# Gallena
Gallena é um duo brasiliense de rock, lançado em 2019. Seus integrantes são: Fernando Lima (vocalista/guitarrista) e Thiago Antunes (baterista). O duo tem influência musical de várias vertentes do rock e de outros gêneros como o pop e a música eletrônica. O resultado é um som que soa moderno ao mesmo tempo que nos remete à outras épocas. 

## Carreira

### Formação e Influências
A banda brasiliense foi originalmente criada pelo vocalista/ guitarrista Fernando Lima em 2014 como um projeto solo, onde foi feita toda a pré produção do que, depois, se tornaria a GALLENA.
Em 2016, já com a parceria do baterista Thiago Antunes e do guitarrista Davi Silva, a banda entrou em estúdio sob a produção, mixagem e masterização do produtor Ricardo Ponte (vencedor junto com a banda Scalene do Grammy Latino de melhor disco de rock em língua portuguesa em 2016).
Entre 2016 e 2018, a banda produziu um extenso material e apesar da rotatividade de integrantes durante esse período, a base sempre permaneceu sendo Fernando Lima e Thiago Antunes. Foi também nessa época que a banda optou por seguir no formato duo.
Em abril de 2019, a banda surgiu oficialmente na internet e lançou o EP "Soma - parte I". 
Musicalmente, a banda GALLENA tem influência de várias vertentes do rock e de outros gêneros como o pop e a música eletrônica. O resultado é um som que soa moderno ao mesmo tempo que nos remete à outras épocas.
Em abril de 2020, o duo brasiliense lançou o single “Como Se Comportar” que faz parte do EP “Soma - parte II” dando continuidade ao trabalho de estreia. A música, que conta com um clipe sob a direção de Cadu Andrade, abre espaço para um importante debate: a influência das mídias nas pessoas que as consomem exageradamente.
Em “Primeiros Passos”, lançada em parceria do rapper Israel Paixão em maio de 2020, uma outra vertente musical da banda foi exposta com a adição de novos instrumentos e com o rap, que predomina durante toda a música. O clipe, como os anteriores, também foi dirigido por Cadu Andrade.

## Integrantes
- Fernando Lima - Vocal e Guitarra
- Thiago Antunes - Bateria

## Discografia

### Álbuns de estúdio
- 2019 - Soma (parte I)[2][3]

### Singles
- 2020 - Como se comportar[4][5]
- 2020 - Primeiros Passos[1]